# چیپنهام
latitudeچیپنهامlongitudeچیپنهام
چیپنهام (به انگلیسی: Chippenham) یک شهرک در شهرستان ویلتشر از کشور انگلستان است.

## خصوصیات
چیپنهام ۱۵۸٫۴۲ کیلومترمربع مساحت و ۴۵٬۳۳۷ نفر جمعیت دارد.

## خواهرخوانده
شهر فریدبرگ، بایرن خواهرخواندهٔ چیپنهام هست.